# 理查德·施罗德
理查德·施罗德（英語：Richard Schroeder，1961年10月29日—），美国男子游泳运动员，主攻蛙泳。他曾代表美国参加1984年和1988年夏季奥林匹克运动会游泳比赛，获得二枚金牌。